# Rosohaci, Horodenka
Rosohaci (în ucraineană Росохач) este localitatea de reședință a comunei Rosohaci din raionul Horodenka, regiunea Ivano-Frankivsk, Ucraina.

## Demografie
Componența lingvistică a localității Rosohaci
     Ucraineană (99,75%)
     Alte limbi (0,25%)
Conform recensământului din 2001, majoritatea populației localității Rosohaci era vorbitoare de ucraineană (99,75%), existând în minoritate și vorbitori de alte limbi.